# ریزآلاینده
ریزآلاینده‌ها موادی هستند که حتی در غلظت‌های بسیار پایین، اثرات نامطلوبی بر ماتریس‌های مختلف محیطی دارند. آن‌ها گروهی ناهمگن از ترکیبات شیمیایی انسان‌زاد هستند که توسط انسان به محیط زیست تخلیه می‌شوند. ریزآلاینده‌های شناخته‌شده‌ای که ممکن است تهدیدات احتمالی برای محیط‌های بوم‌شناسی سیستم‌ها ایجاد کنند، به شرح زیر هستند:
- آلاینده‌های پایدار دارویی و محصولات مراقبت شخصی، در محیط زیست
- آفت‌کش
- محرک‌ها
- آلاینده‌های آلی دیرپا
- شیرین‌کننده‌های مصنوعی

تا به امروز، اکثر دانشمندان تصفیه‌خانه‌های فاضلاب را به عنوان منبع اصلی ریزآلاینده‌ها برای اکوسیستم‌های آبی شناسایی کرده‌اند و/یا بر استخراج آب آشامیدنی از آب خام تأثیر منفی می‌گذارند. با توجه به اینکه در بسیاری از مناطق، آب آشامیدنی نیز از آب‌های سطحی استخراج می‌شود، یا این مواد از طریق آب به آب‌های زیرزمینی می‌رسند، این مواد در آب خام نیز یافت می‌شوند و باید با تصفیه آب آشامیدنی به سختی حذف شوند. علاوه بر این، برخی از این مواد زیست‌تجمع‌پذیر هستند، به این معنی که در جانوران یا گیاه و در نتیجه در زنجیره غذایی انسان نیز تجمع می‌یابند.

## پیشینه

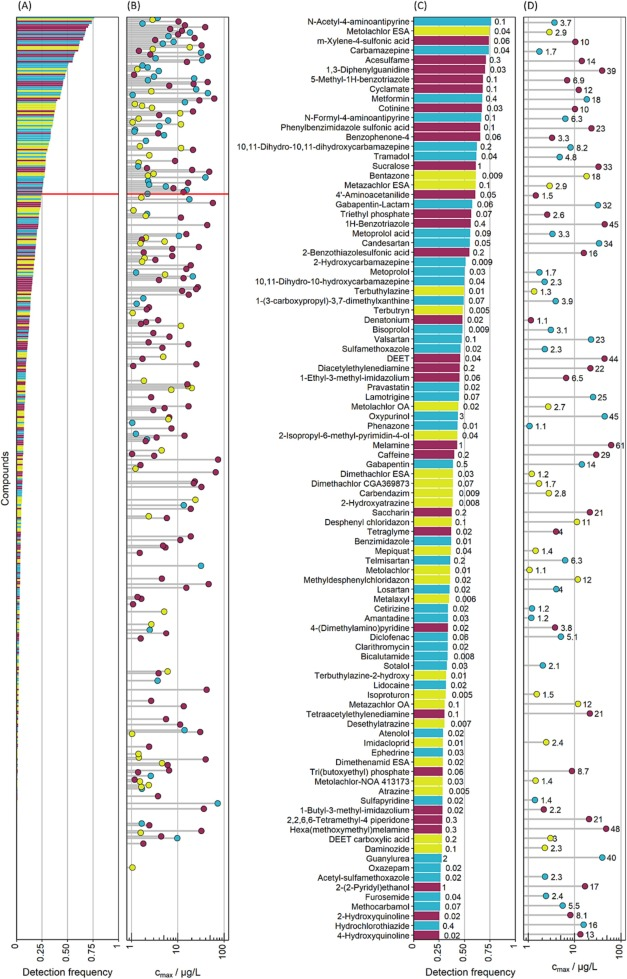
(الف) فراوانی تشخیص ۵۰۴ ماده کمیاب. خط قرمز فراوانی تشخیص ۲۵٪ است. (ب) حداکثر غلظت (cmax) تمام ترکیبات با cmax > 1 میکروگرم در لیتر. (ج) فراوانی تشخیص ۹۶ ترکیب شناسایی شده در بیش از ۲۵٪ نمونه‌ها. عدد کنار هر نوار نشان دهنده میانگین غلظت (cmed) بر حسب میکروگرم در لیتر است. (د) حداکثر غلظت (cmax > 1 میکروگرم در لیتر) ترکیبات شناسایی شده در بیش از ۲۵٪ نمونه‌ها. عدد کنار هر نوار نشان دهنده حداکثر غلظت (cmax) بر حسب میکروگرم در لیتر است. آفت‌کش‌ها و زیست‌کش‌ها با رنگ سبز، داروها با رنگ آبی و سایر مواد شیمیایی با رنگ بنفش نشان داده شده‌اند.

تخمین زده می‌شود که در حال حاضر حدود ۲۳۵۰۰۰ ماده شیمیایی منفرد در سراسر جهان ثبت شده است. تعداد زیادی از این مواد توسط انسان در فاضلاب رها می‌شوند. اگر این مواد پایدار باشند، در طول زلال‌سازی در فاضلاب باقی می‌مانند و وارد محیط زیست می‌شوند. برخی از آنها دارای خواص مرتبط با سمیت زیست‌محیطی هستند. در برخی موارد، خود ماده شیمیایی نگران‌کننده نیست، اما محصولات تجزیه آن نگران‌کننده هستند.
این موضوع مدت‌هاست که شناخته شده است. در اوایل سال ۱۹۷۶، مطالعه‌ای منتشر شد که در آن سالیسیلیک اسید و اسید کلوفیبریک در پساب یک تصفیه‌خانه فاضلاب در کانزاس سیتی شناسایی شدند. در حال حاضر می‌دانیم که بیش از ۱۰۰۰ ماده در فاضلاب وجود دارد که خطرناک هستند. بسیاری دیگر هنوز در این زمینه به اندازه کافی مورد تحقیق قرار نگرفته‌اند.
در مطالعات فعلی کیفیت آب در رودخانه‌های اروپا توسط مرکز تحقیقات زیست‌محیطی هلمهولتز، ۶۱۰ ماده شیمیایی که وجود یا اثرات مشکل‌ساز آنها شناخته شده است، با جزئیات بیشتری بررسی و تجزیه و تحلیل شدند تا مشخص شود که آیا و در صورت وجود، در چه غلظت‌هایی در آب‌های جاری اروپا وجود دارند. ارزیابی ۴۴۵ نمونه از مجموع ۲۲ رودخانه نشان داد که محققان توانستند در مجموع ۵۰۴ مورد از ۶۱۰ ماده شیمیایی را شناسایی کنند. در مجموع، آنها ۲۲۹ آفت‌کش و زیست‌کش، ۱۷۵ ماده شیمیایی دارویی و همچنین سورفکتانت‌ها، افزودنی‌های پلاستیک و لاستیک، مواد پر و پلی‌فلوئوروآلکیل و مهارکننده‌های خوردگی را یافتند. در ۴۰ درصد از نمونه‌ها، آنها تا ۵۰ ماده شیمیایی و در ۴۱ درصد دیگر بین ۵۱ تا ۱۰۰ ماده شیمیایی را شناسایی کردند. در ۴ نمونه، آنها حتی توانستند بیش از ۲۰۰ ریزآلاینده آلی را شناسایی کنند. با ۲۴۱ ماده شیمیایی، آنها بیشترین مواد را در یک نمونه آب از دانوب شناسایی کردند.

## اثر
تأثیرات ریزآلاینده‌ها متنوع است. شناخته‌شده‌ترین آنها هورمون‌هایی هستند که از طریق قرص‌های ضدبارداری وارد آب می‌شوند. مطالعات متعددی نشان داده‌اند که زنانه شدن در تعداد غیرمعمول و بالایی از ماهی‌ها در زیر تخلیه‌های تصفیه‌خانه‌های فاضلاب رخ می‌دهد که تأثیر منفی بر جمعیت دارد. از هر پنج ماهی باس دهان کوچک نر در رودخانه‌های ایالات متحده آمریکا، یک نفر ویژگی‌های جنسی زنانه پیدا کرده است. ترکیبات مصنوعی شبیه استروژن مانند پلاستیک‌ساز بیسفنول (آ) نیز این تأثیر را دارند. شواهدی وجود دارد که این امر در مورد انسان نیز صدق می‌کند. چنین موادی مختل‌کننده‌های غدد درون‌ریز نامیده می‌شوند. مواد دیگری مانند بنزوتریازول که به عنوان محافظ خوردگی برای کارد و چنگال نقره به مواد شوینده ماشین ظرفشویی اضافه می‌شود، علاوه بر عمل به عنوان مختل‌کننده غدد درون‌ریز در غلظت‌های یافت شده، مشکوک به سرطان‌زایی نیز هستند.
یکی دیگر از عوامل مرتبط، خطر ناشی از گسترش باکتری‌های مقاوم چندگانه است. دو راه ممکن برای وقوع این امر از طریق فاضلاب وجود دارد. اول، انتقال گونه‌های مقاوم به آب‌های پذیرنده به دلیل فناوری ناکافی تصفیه. احتمال دیگر، توسعه کشت‌های مقاوم در محیط با وارد کردن آنتی‌بیوتیکها به بدنه آب است. جلوگیری از ورود باکتری‌ها مدت‌هاست که به عنوان نوعی تصفیه بهداشتی با استفاده از نور فرابنفش یا ازن مورد استفاده قرار می‌گیرد، به خصوص اگر قرار باشد آب دوباره استفاده شود. سیستم‌های غشایی مانند بیورآکتورهای غشایی یا فراپالایش پایین‌دست نیز به این هدف خدمت می‌کنند. بسته به شدت و فناوری، علاوه بر باکتری‌ها، برخی از ریزآلاینده‌ها نیز حذف می‌شوند. اینکه فناوری‌های غشایی با مصرف انرژی کم تا چه حد قادر به حذف مواد کمیاب هستند، در حال بررسی است.

## قانونگذاری
تکنیک‌های حذف ریزآلاینده‌ها از طریق مرحله چهارم تصفیه فاضلاب در کشورهای آلمان، سوئیس، سوئد و هلند اجرا می‌شود و آزمایش‌ها در چندین کشور دیگر در حال انجام است. در سوئیس، این قانون از سال ۲۰۱۶ تصویب شده است.
از اول ژانویه ۲۰۲۵، در اتحادیه اروپا، دستورالعمل تصفیه فاضلاب شهری بازنگری شده است که حذف بخش زیادی از ریزآلاینده‌ها را از فاضلاب الزامی می‌کند. با توجه به تعداد زیاد اصلاحاتی که تاکنون انجام شده است، این دستورالعمل در ۲۷ نوامبر ۲۰۲۴ با عنوان دستورالعمل (اروپا) ۲۰۲۴/۳۰۱۹ بازنویسی شد، در ۱۲ دسامبر در مجله رسمی اتحادیه اروپا منتشر شد و از اول ژانویه ۲۰۲۵ لازم‌الاجرا گردید. کشورهای عضو اکنون ۳۱ ماه، یعنی تا ۳۱ ژوئیه ۲۰۲۷، فرصت دارند تا قوانین ملی خود را با دستورالعمل جدید ("اجرای دستورالعمل") تطبیق دهند.
اجرای دستورالعمل‌های چارچوب تا سال ۲۰۴۵، بسته به اندازه تصفیه‌خانه فاضلاب و معادل جمعیت (ایران) آن، به صورت پلکانی انجام می‌شود. تصفیه‌خانه‌های فاضلاب با بیش از ۱۵۰٬۰۰۰ ایران در اولویت هستند و باید فوراً تطبیق داده شوند، زیرا بخش قابل توجهی از آلودگی از آنها ناشی می‌شود و پس از آن تصفیه‌خانه‌های فاضلاب با ۱۰٬۰۰۰ تا ۱۵۰٬۰۰۰ ایران که به آب‌های ساحلی یا آب‌های حساس تخلیه می‌شوند، قرار دارند. مورد دوم مربوط به آب‌هایی با نسبت رقت پایین، آب‌هایی که از آنها آب آشامیدنی به دست می‌آید و آب‌هایی که آب‌های ساحلی هستند، یا آب‌هایی که به عنوان آب حمام استفاده می‌شوند یا برای پرورش صدف استفاده می‌شوند، است. به کشورهای عضو این اختیار داده می‌شود که اگر ارزیابی ریسک نشان دهد که هیچ خطر بالقوه‌ای از ریزآلاینده‌ها برای سلامت انسان و/یا محیط زیست وجود ندارد، تصفیه چهارم را در این مناطق اعمال نکنند.

## حذف ریزآلاینده‌ها

نمودار بلوکی فرآیندی، با کربن فعال پودری

با توجه به تعداد زیاد مواد با خواص شیمیایی و فیزیکی بسیار متفاوت، حذف این مواد دشوار است. تاکنون سه تکنیک و ترکیب از آنها ایجاد شده است. دو تکنیک آلاینده‌ها را با کمک کربن فعال (کربن فعال پودری)، (کربن فعال گرانولی) و یکی با ازون حذف می‌کنند.
علاوه بر این، تعداد زیادی از تکنیک‌ها هنوز در مرحله آزمایش هستند. این موارد شامل فرآیندهایی است که با پلاسما یا فراصوت کار می‌کنند، کاربردهایی با زئولیت‌ها و سیکلودکسترین‌ها، فرآیندهای غشایی یا فوتوکاتالیز.